# Muži v černém 2
Muži v černém 2 je americká akční komedie založená na stejnojmenném komiksu vydaného v nakladatelstvích Malibu / Marvel. Film natočil režisér Barry Sonnenfeld v roce 2002. Jde o sequel k filmu Muži v černém z roku 1997. V hlavních rolích Tommy Lee Jones a Will Smith.

## Děj
Film se odehrává pět let od původního děje z prvního snímku. Agent J je nyní nejlepším agentem agentury MIB. Agent K odešel do důchodu a agentka L se vrátila k původní práci. Sám tedy brzy odhalí ďábelský plán kylothiánské královny Serleeny.
J ví, že na ní sám nestačí, a proto se pokusí znovu naverbovat agenta K, který však nyní pracuje jako Kevin Brown, běžný pošťák, ve státě Massachusetts. Navíc agent K jako jediný ví, kde se nachází artefakt Světlo Zarthy, který Serleena chce.
V nebezpečí se ocitá Laura Vasquez, jelikož všichni věří, že onen artefakt je náramek na její ruce. Je jím však ona sama. Odlétá vesmírnou lodí do vesmíru a Serleena je zničena oběma agenty.

## Obsazení
| Tommy Lee Jones    | Agent K / Kevin Brown               |
| Will Smith         | Agent J / James Darrell Edwards III |
| Lara Flynn Boylová | Serleena                            |
| Johnny Knoxville   | Scrad & Charlie                     |
| Rip Torn           | Velitel Zed                         |
| Tony Shalhoub      | Jack Jeebs                          |
| Rosario Dawson     | Laura Vazquez                       |
| Patrick Warburton  | Agent T                             |
| David Cross        | Newton                              |
| Michael Jackson    | Agent M (cameo)                     |

## Přijetí
Film byl nasazen v USA ve 3 557 kinech. Za první víkend vydělal 52 milionů amerických dolarů. Celkem v USA vydělal $190 480 000, v ostatních zemích poté $251 400 000. Celkem tedy $441 818 000.
Na DVD byl film vydán v listopadu 2002. Ještě v roce 2012 se v USA prodalo 73 000 kusů DVD. Což bylo způsobeno nasazením filmu Muži v černém 3 do kin.

## Recenze
- Muži v černém 2 na Film CZ -